# Rally Bohemia 2012
Rally Bohemia 2012 (XXXIX. Rally Bohemia) byla 39. ročníkem Rally Bohemia. Jednalo se o šestou soutěž MMČR 2012. 14.–15. července 2012 bylo naplánováno 16 asfaltových rychlostních zkoušek. Soutěž byla poznamenána tragickou nehodou posádky Semerád/Ceplecha při níž zemřel spolujezdec Bohuslav Ceplecha a po níž byla soutěž zrušena. 

## Průběh soutěže
Soutěž začala již v pátek 13. července ráno, kdy se jel shakedown. Ve večerních hodinách se konal slavnostní start v Mladé Boleslavi. V sobotu se mělo jet 9 rychlostních zkoušek, které měřily 103,30 km. Nedělní a poslední etapa měla mít 7 rychlostních zkoušek, které měly měřit 94,38 km.
Soutěž byla již od počátku provázena problémy jezdců. Při shakedownu havarovala norská posádka Mads Østberg/Jonas Andersson (Ford Fiesta RRC), ačkoliv předtím zajeli nejlepší čas. Řidič byl převezen do nemocnice a posádka odstoupila. První závodní den začal haváriemi a odstoupeními Juhy Hänninena (Škoda Fabia S2000) a Romana Kresty (Škoda Fabia S2000). Na RZ3 havaroval tragicky Martin Semerád (Mitsubishi Lancer Evolution IX), při této nehodě zemřel jeho spolujezdec Bohuslav Ceplecha. Ředitelství Rally Bohemia se rozhodlo soutěž zrušit aniž by byly započítávány výsledky.

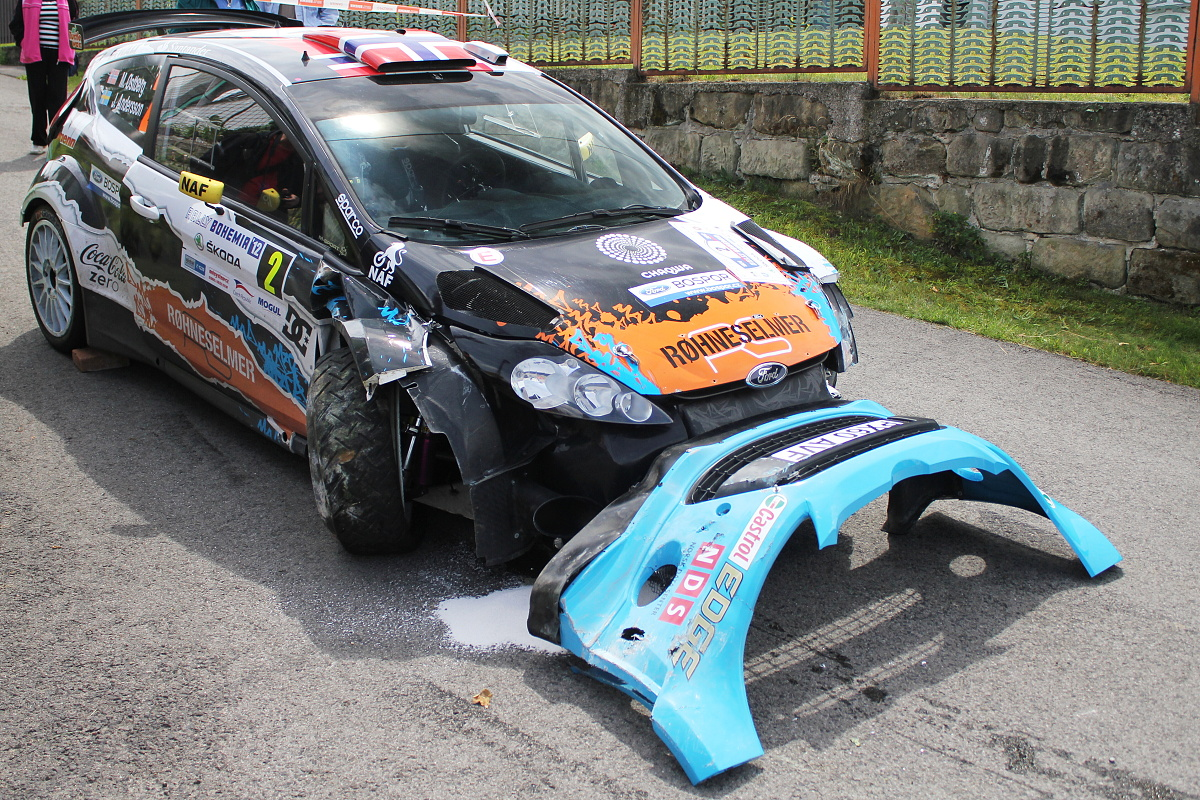
Poškozený vůz Ford Fiesta RRC Madse Østberga
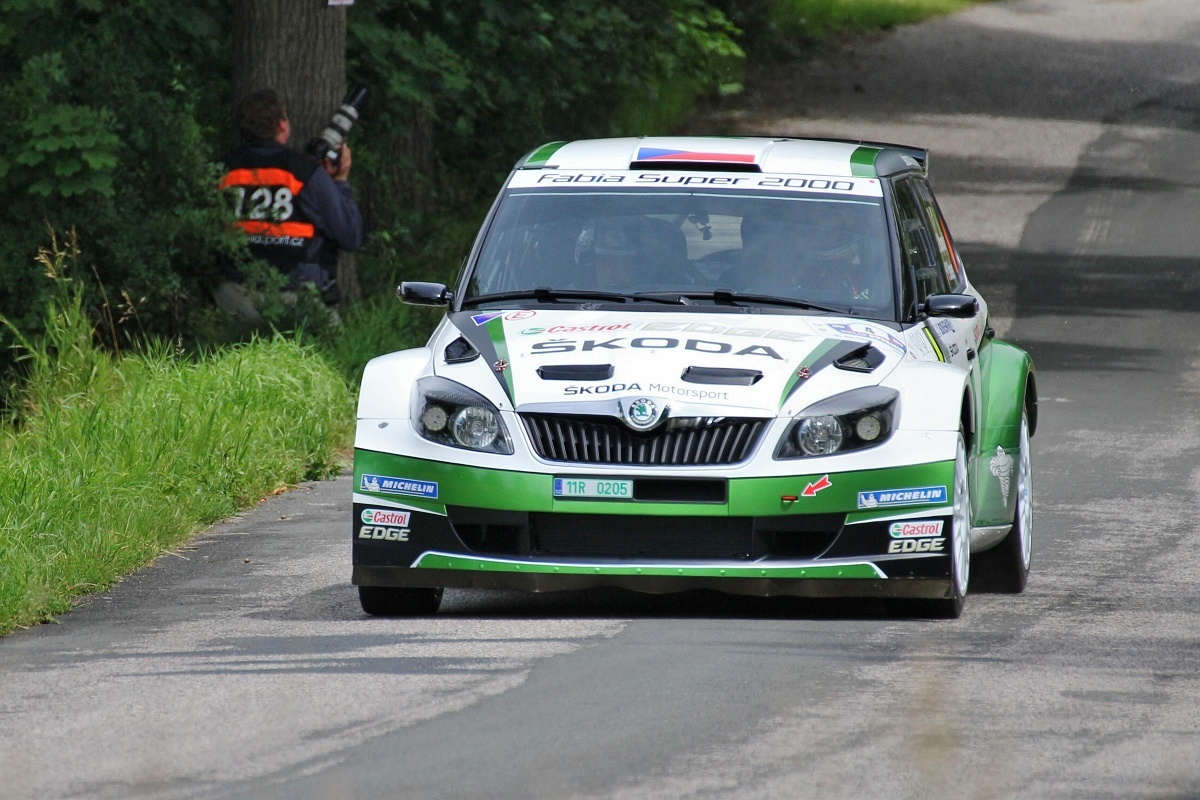
Vůz posádky Jan Kopecký/Pavel Dresler
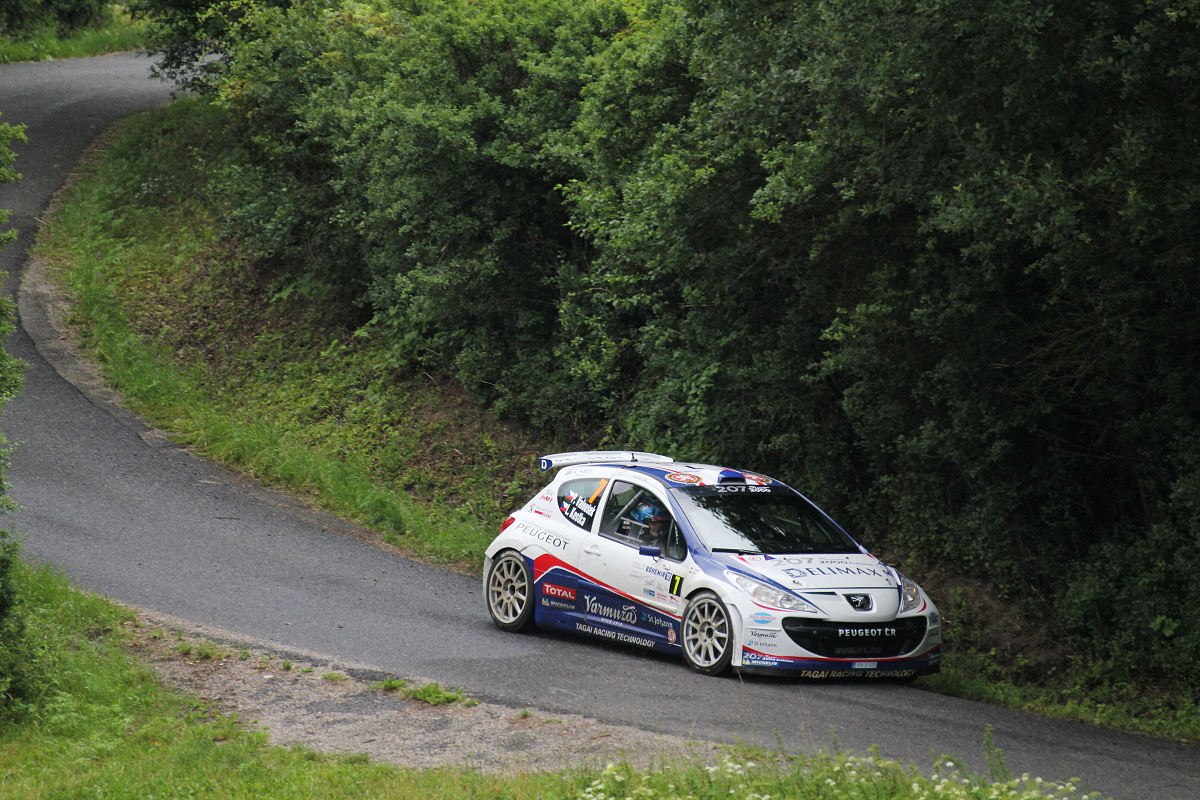
Vůz posádky Pavel Valoušek/Lukáš Kostka
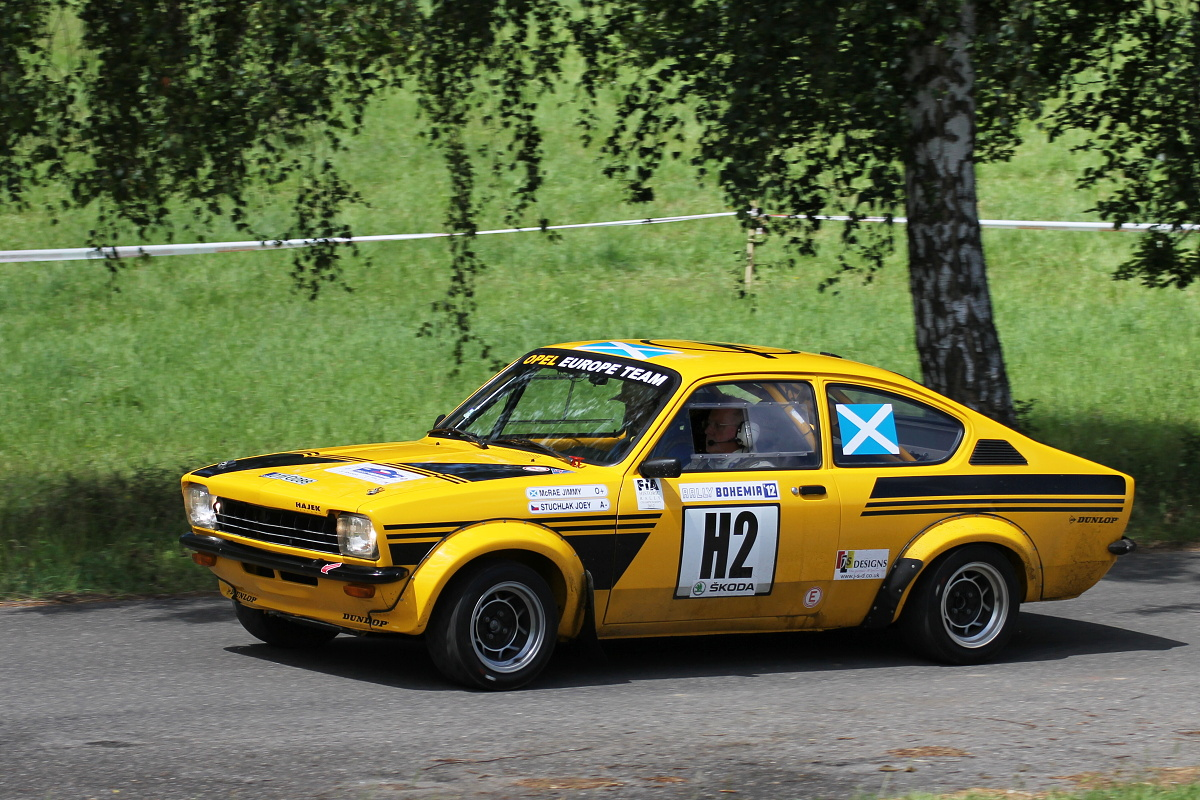
Historický vůz řízený Jimmym McRaeem

## Výsledky
| Den                      | Zkouška   | Čas   | Jméno        | Délka    | Vítěz          | Čas     | Avg. spd.  | Vedení v soutěži       |
| ------------------------ | --------- | ----- | ------------ | -------- | -------------- | ------- | ---------- | ---------------------- |
| Shakedown (13. července) | Shakedown | 9:00  | Shakedown    | 2,82 km  | Mads Østberg   | 1:31,3  |            | Nepočítá se do soutěže |
| 1. Etapa (14. července)  | RZ1       | 8:39  | Chloudov 1   | 7,51 km  | Pavel Valoušek | 5:15,1  | 85,8 km/h  | Pavel Valoušek         |
| 1. Etapa (14. července)  | RZ2       | 9:00  | Sychrov 1    | 22,42 km | Jan Kopecký    | 13:57,3 | 96,4 km/h  | Pavel Valoušek         |
| 1. Etapa (14. července)  | RZ3       | 10:40 | Dneboh 1     | 3,61 km  | Jan Kopecký    | 1:59,5  | 108,8 km/h | Jan Kopecký            |
| 1. Etapa (14. července)  | RZ4       | 11:17 | Vinec 1      | 16,61 km | RZ Zrušena     |         |            | Soutěž zrušena         |
| 1. Etapa (14. července)  | RZ5       | 13:49 | Chloudov 2   | 7,51 km  | RZ Zrušena     |         |            | Soutěž zrušena         |
| 1. Etapa (14. července)  | RZ6       | 14:10 | Sychrov 2    | 22,42 km | RZ Zrušena     |         |            | Soutěž zrušena         |
| 1. Etapa (14. července)  | RZ7       | 15:50 | Dneboh 2     | 3,61 km  | RZ Zrušena     |         |            | Soutěž zrušena         |
| 1. Etapa (14. července)  | RZ8       | 16:27 | Vinec 2      | 16:61 km | RZ Zrušena     |         |            | Soutěž zrušena         |
| 1. Etapa (14. července)  | RZ9       | 17:34 | Sosnová      | 3,00 km  | RZ Zrušena     |         |            | Soutěž zrušena         |
| 2. Etapa (15. července)  | RZ10      | 9:04  | Navarov 1    | 19,82 km | RZ Zrušena     |         |            | Soutěž zrušena         |
| 2. Etapa (15. července)  | RZ11      | 9:39  | Šumburk 1    | 16,62 km | RZ Zrušena     |         |            | Soutěž zrušena         |
| 2. Etapa (15. července)  | RZ12      | 10:17 | Smržovka 1   | 8,25 km  | RZ Zrušena     |         |            | Soutěž zrušena         |
| 2. Etapa (15. července)  | RZ13      | 12:44 | Navarov 2    | 19,82 km | RZ Zrušena     |         |            | Soutěž zrušena         |
| 2. Etapa (15. července)  | RZ14      | 13:19 | Šumburk 2    | 16,62 km | RZ Zrušena     |         |            | Soutěž zrušena         |
| 2. Etapa (15. července)  | RZ15      | 13:67 | Smržovka 2   | 8,25 km  | RZ Zrušena     |         |            | Soutěž zrušena         |
| 2. Etapa (15. července)  | RZ16      | 16:10 | Staroměstská | 5,00 km  | RZ Zrušena     |         |            | Soutěž zrušena         |